# 梅杜薩之筏
《美杜莎之筏》（法語：Le Radeau de La Méduse）是法國浪漫主義畫家西奥多·杰利柯（1791─1824）在1818年─1819年間畫的油畫。这幅畫是在他27歲時畫的，之後成为法國浪漫主義的標誌。这幅畫的尺寸是491厘米×716厘米。这幅畫描绘了法國海軍的巡防艦美杜莎号沉没之后生還者的求生場面。这場海難發生于1816年7月2日毛里塔尼亞附近的海域，海難當時至少有147人生還，起先是在一隻自製的木筏上面漂流，但是13日后被救起时仅有15人倖存，期間他们缺少食物和饮水，甚至有人吃尸体来维持生命。導致这場海難的原因很大程度上是由于美杜莎号的船長失職無能，而这位船長是法國復辟王朝任命的，因此这一事件後來變成國際醜聞。不過實際上，任命貴族做船長是法國海軍內部的慣例，當時的路易十八無權任命船長，也並無直接參與入这一事件。
在選題上，畫家之所以选择这個發生了没有几年的著名悲劇，是想引发大眾輿論關注，來發展他的绘画事業。在正式成画前，他做了大量對这次海難的調查，同時在绘畫前亦畫了多次草稿。他採訪了其中兩個倖存者，复制了木筏的精細模型，前往醫院、太平間，去觀察死屍的色澤、紋理和人死時的樣子。正如畫家所料，这幅畫在1819年在巴黎展覽第一次展出時，就引起了很大關注，褒贬不一。尽管如此，这幅畫仍搏得國際名聲，今日被认为是法國绘画史上早期浪漫主義的開路先鋒。
雖然《美杜莎之筏》有傳統歷史畫的元素，不過其選題引人關注、畫風戲劇，这都打破了當時新古典主義的教條約束。这幅畫在第一次亮相後幾乎立即爲畫家贏得廣泛注意，之後这幅畫在倫敦展出。其影響可以在之後的欧仁·德拉克罗瓦、约瑟夫·玛罗德·威廉·特纳、居斯塔夫·库尔贝、爱德华·马奈等的畫作中明顯見到。在畫家32歲死后，这幅画成为卢浮宫的收藏品。

## 背景

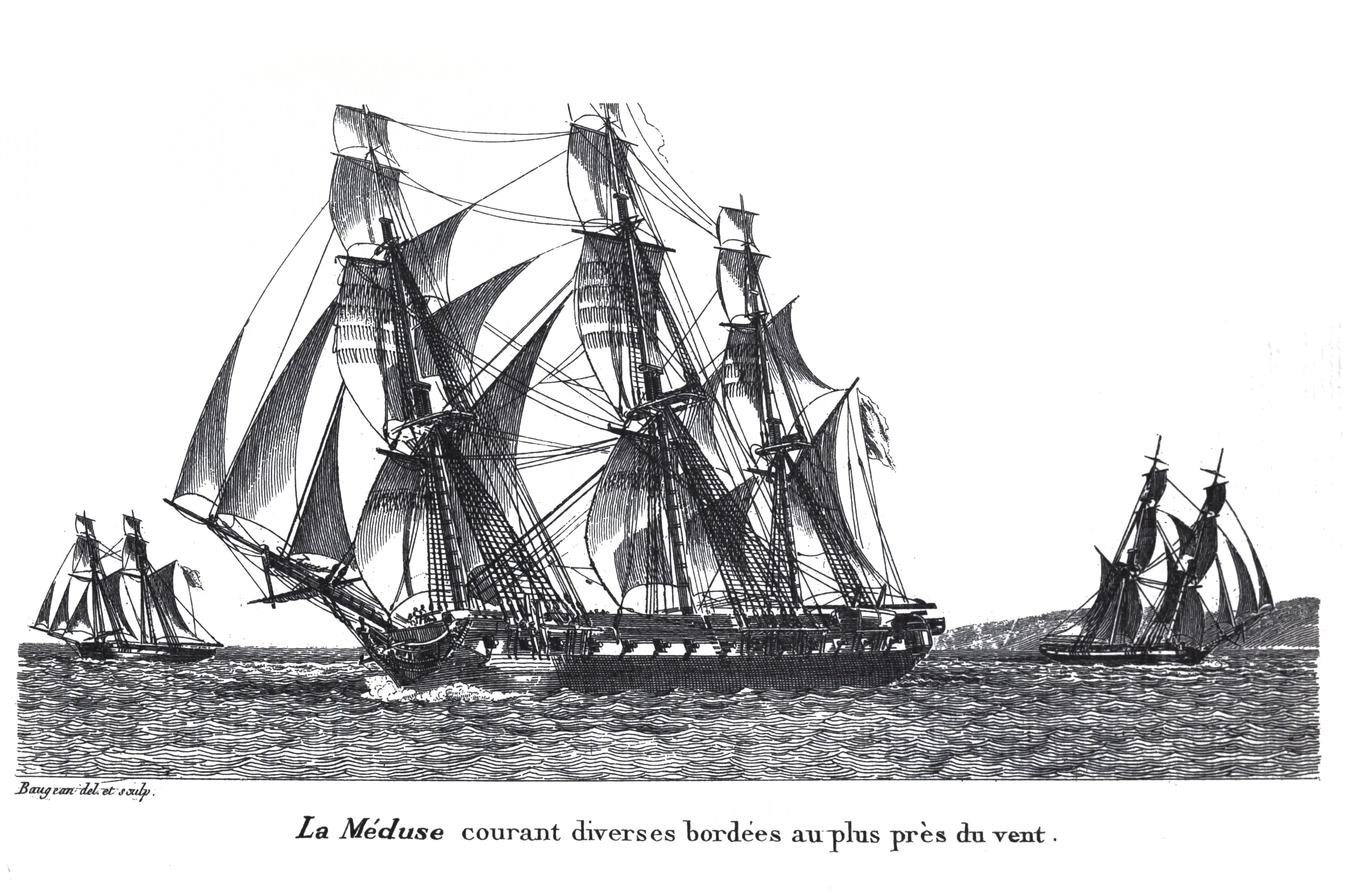
美杜莎號，让·哲罗姆·奥吉厄斯作品

1816年，即拿破崙被英軍及其同盟打敗的滑鐵盧戰役的第二年，英國人爲了表示支持波旁家族在法國復辟，將英国先前夺得的塞內加爾的西非港口圣路易归还给法國。这个商港是歐洲到好望角之間的理想中途港，十分重要。爲了接手这個港口，法國新政府準備了一支船隊前往这个港口，派任新的塞內加爾總督以及隨行官員、軍隊。肖马雷子爵被任命为美杜莎号船长。然而，他对于这一职位并不熟悉，甚至过去20多年几乎没有过航海经验，甚至未試過指揮一艘船。實際上他之前是個海關文官。任命他的理由很簡單，因爲他是個絕對忠誠的保皇黨人。1795年時他加入英軍去抵制法國大革命。1814年，路易十八重返王位，肖马雷亦都從中出了不少力。因爲海軍是掌控法國勢力的重要部分，路易十八很需要令海軍「保皇化」。因此，雖然肖马雷對航海一无所知，性格又自負，他仍被认为是美杜莎号船长的合適人選。这個任命使得他的屬下軍官失望。这班軍官多数是原先追随拿破仑同英國作战的，看不起无能的肖马雷，于是他们同肖马雷之間的关系十分緊張。

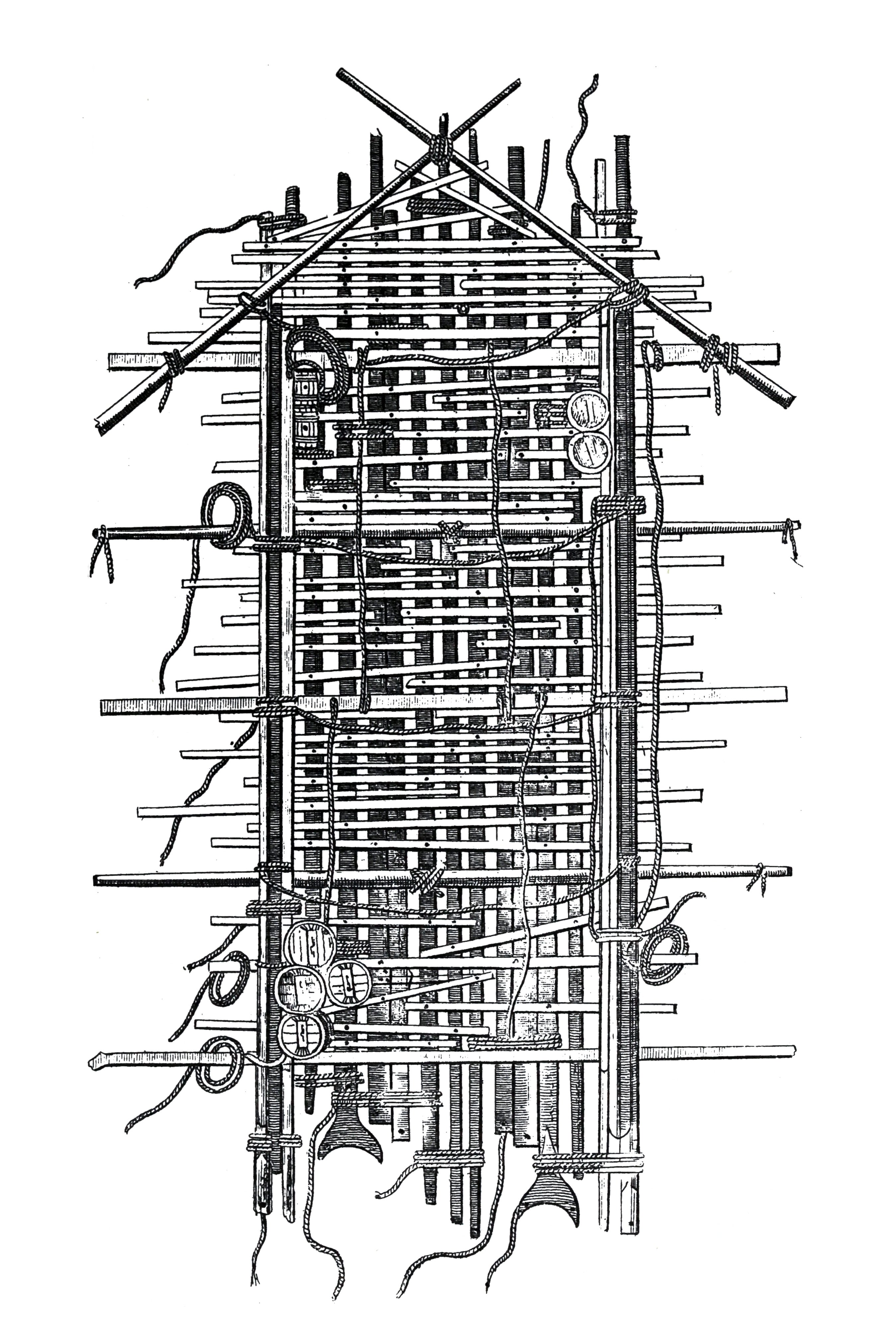
《美杜莎之筏》的草圖，图中美杜莎之筏是按當時的水手獲救時的情形复原的

1816年6月17日，由四艘船組成的法國海軍船隊從罗什福尔起行，出發去聖路易。这四艘船分別是巡防艦美杜莎號（Méduse）、戰鬥艦卢瓦尔號（Loire）、雙桅橫帆船阿耳戈斯號（Argus）、護衞艦迴聲號（Écho）。爲了趁天氣好時行船，美杜莎號先于其他船出发，不過由於定位錯了，其偏離船隊161公里。很快事故发生了，7月2日，美杜莎号在今日毛里塔尼亞一帶的西非海岸沙礁擱淺，開始慢慢下沉。搁浅的原因很大程度上由肖马雷负责，其既無能力又無經驗，明明流亡國外，而又封了爵，只是因为其贵族身份才被任命为船长。有人试图使美杜莎号离开礁石，但是未能成功。肖马雷决定弃船，同他的親信一齊討論緊急方案，船上的水手没有参与。讨论的结果是，众人可以坐美杜莎號的六隻救生艇去97公里開外的非洲西海岸。雖然美杜莎號載了400人，其中有160個水手，但是其救生艇只能搭载250個人，显然无法救援所有人，有人立即提出建议，让“重要”的船員坐救生艇先行，至於其他水手，就让他们自己制作一隻木筏，在救生艇後面拖着。最後有146個男人和一個女人由臨時搭的木筏搭载。
救生船上人越少，船上每個人分得的應急糧就更多，而船上面坐的很多是權貴、官員。救生艇拉着木筏向陸地航行，整个木筏只分到一袋饼干，第一天就被分食，原本有兩桶水、六桶酒，不過在一次争斗中落入了大海。很快，木筏上面的人就开始抱怨这种安排的不公和卑鄙。有人抓住机会准备爬上救生艇。肖马雷看到这種情況，十分慌乱，立即命令割斷木筏和救生艇之間的缆绳，任由木筏他们在海中漂流。筏上的人陷入了絕望和慌亂，他们見到救生艇慢慢从視綫中消失，而他们还在遠離陸地的海中漂流，又餓又口渴，绝望到无法入睡，人也越來越狂躁，開始自相殘殺。
在海上漂流了13日後，1816年7月17日，木筏被阿耳戈斯号（Argus）救起，而實際上阿耳戈斯号并不是在专门搜救他们，而是無意遇到的。直到被救起時，木筏上仅余15人生還，其他人或者被杀、扔进大海，或者被饿死，或者因爲絕望投海自殺。有四到五個人在被阿耳戈斯號救起之後不治身亡。其他救生艇的情形各有不同，尽管大部分到达塞内加尔的圣路易斯岛上，仍有人被饿死或热死；留在美杜莎号上的17人在42日后被其他船救起时仅有3人生还。这件事變成波旁王朝君主制的最大醜聞之一，是同1815年拿破崙戰敗、波旁復辟相當的大事。

## 畫面

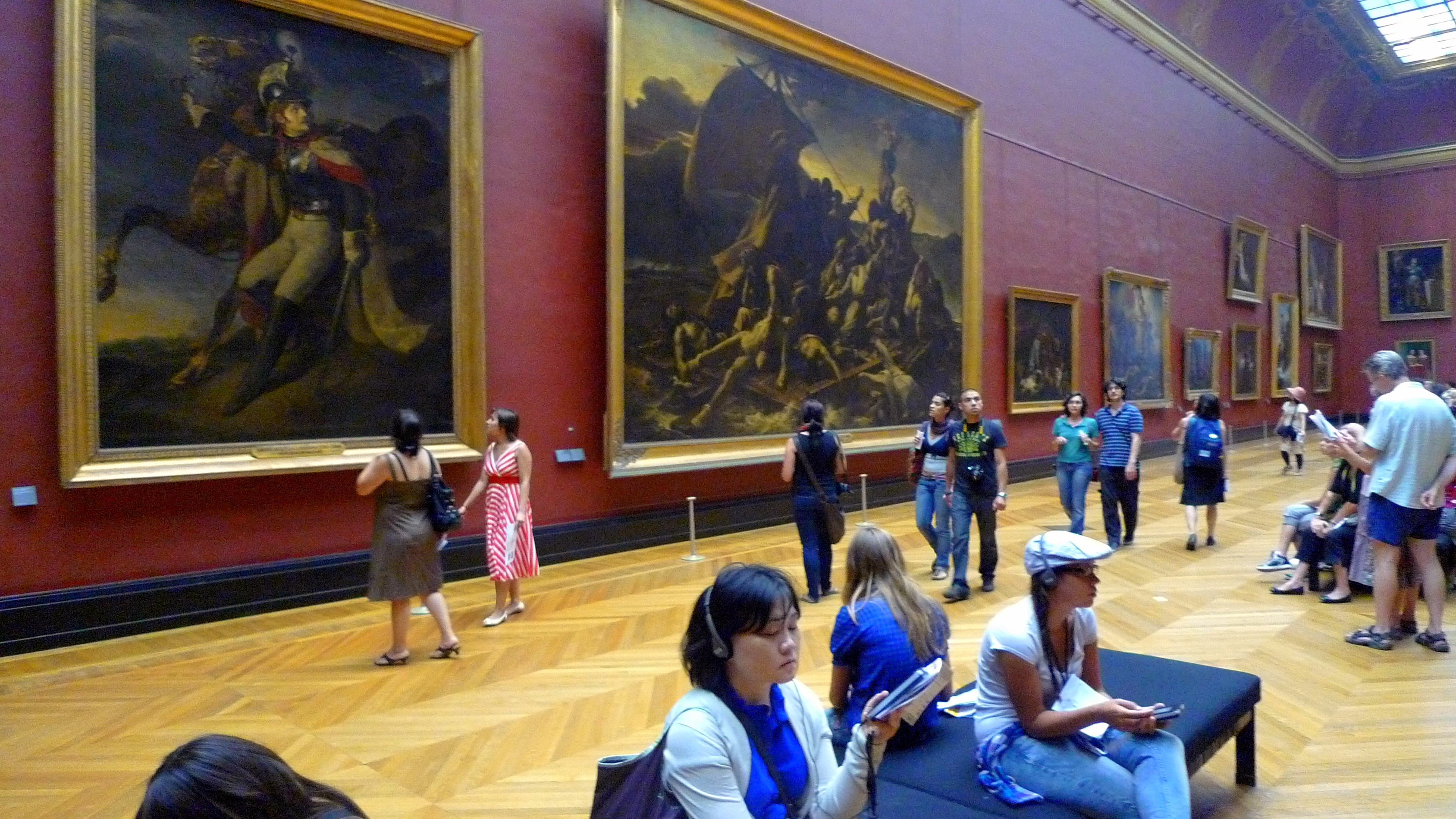
悬挂于卢浮宫展厅中的《美杜莎之筏》，注意本画和观众在尺寸上的对比

《美杜莎之筏》描寫的是在木筏被人拋棄、在海上漂流的13日中，最後倖存的15人試圖向遠方船隻求救的絕望場面。有研究认为，这幅畫所畫的美杜莎之筏已经到了接近散架的阶段。畫面尺寸非常之大，达491厘米×716厘米（約35平方米），所以整幅畫面顯得十分真實。畫中人的尺寸接近真人，前景的幾具屍體甚至大過真人一倍。离这幅畫越近，细节就會看得更多更清，對觀眾的感染力就越強。

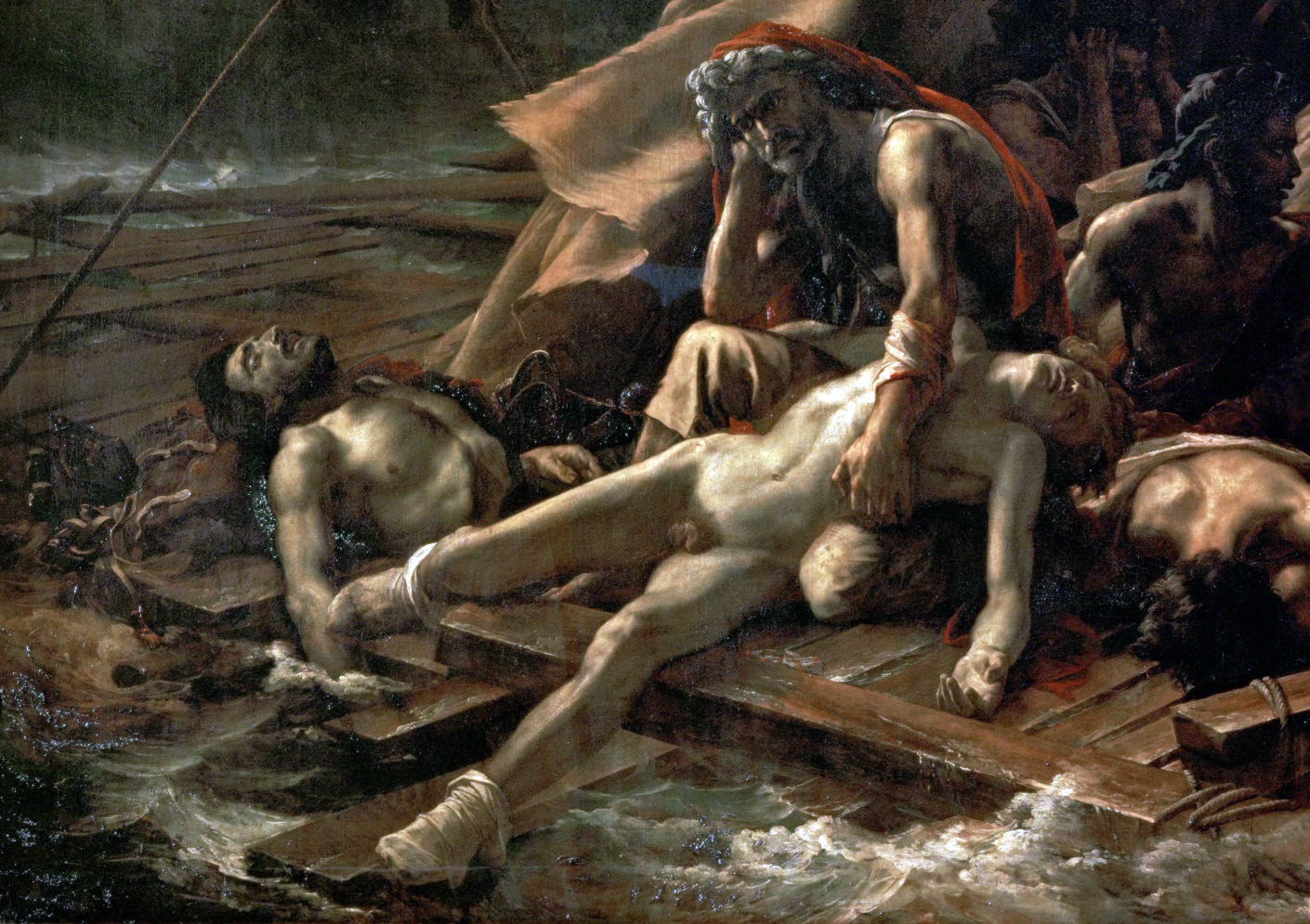
一个拉着自己孩子尸体的老人。可以見到海浪正在拍打木筏

这隻自製的木筏无法承受大浪。一位老人跪着拉住他的孩子的尸体，絕望之中暗暗垂泪。畫家在这幅畫的近景畫了多具尸体，有的尸体一半不在筏上，而海浪在木筏上掃上掃下，木筏上的人好似隨時都會被海浪冲下木筏。画中有個十分顯眼的黑人在揮动手巾，这个名叫让·查理的非洲水手想通过这一方式吸引路過船隻注意，而他右下面亦有人同他一齊求救:224。周围的人亦都在呼救，唯有这位老人意志麻木、神緒悵然，在對比之中顯示出求生意志堅強不屈、然而希望渺茫的悲愴，以及意志磨灭、木然無觸而放棄求生的沉痛。这種對比亦顯示了他们的淒涼困境——如果所做一切都是徒勞，面對这样的困境，很难没有求死之心。

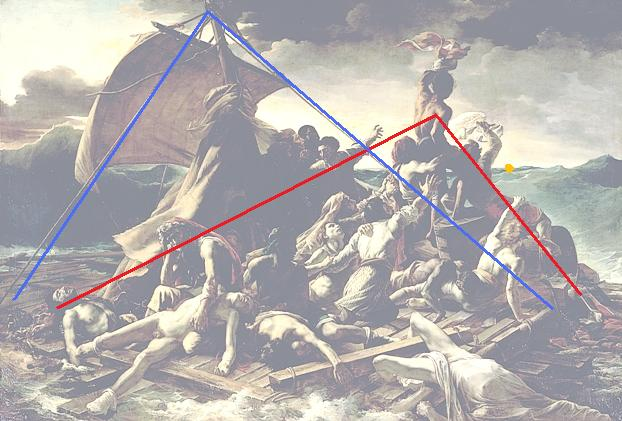
兩個金字塔的構圖。其中黃點是遠方的船隻的位置

这幅画的畫面主要是以兩個金字塔來構圖。帆、桅杆及其週邊是第一個金字塔。这個金字塔的底部包括几具尸体和坐着人，桅杆撐起了金字塔的頂。站在木桶上面呼救的黑人是第二個金字塔的頂，这個金字塔的底部基本同第一個金字塔的底部重疊，这個黑人週邊的人的手伸向他，引導觀眾視綫集中到这個黑人身上，黑人揮巾求救的部分令畫面情緒達到頂峰，表達出一種悲劇感。
在色彩上，杰利柯運用了顏色對比，尸体的膚色比較蒼白，而在活人的衣服、云彩、海的色彩總體比較陰暗。總體而言，这幅畫畫面偏暗，主要運用了棕色等深色，从而表現出悲劇感和苦痛:180。这幅畫的光綫安排屬於卡拉瓦乔式，亦即意大利畫家經常用到的幽暗風格（tenebroso）──这種風格有種極其強烈的明暗對比。雖然杰利柯未將海水作爲重點畫的东西，不過他將海水畫成深綠色，而不是是藍色，就是爲了可以同木筏和木筏上的人構成對比:225-226。

## 展出及反響
《美杜莎之筏》在1819年的巴黎畫展第一次展出，當時用的標題叫做《沉船場景（法語：Scène de Naufrage）》，不過當時的人一看就知道这幅畫畫的是幾年前美杜莎号的海難。这幅画當時是巴黎画展的明星（“它吸引着每個觀眾前來圍觀”）。路易十八在展覽開幕前三日就來看過，并表示这幅画不只是一幅画这样简单，意思是这幅畫政治意味重，會有很強的社會影響。評論家對此分为两派意见：一派認爲他畫的东西极恐怖，但又蘊含一種激越；另一派以古典主義信徒、學院派为主，形容这幅畫是「成堆鹹魚」，認爲这幅畫內容不宜，而绘画艺术應該是尽量表现“理想美”，當年畫展得奖的作品即完美诠释了这一派的偏好。杰利柯的畫體現了一個藝術悖論：令人驚駭的主題，如何畫出受人赞赏的畫？藝術和現實如何平衡？同杰利柯同时代的一位法國畫家瑪希-菲臘·古班·地·拉·古皮就说：“杰利柯是錯的。他應該畫的是能夠從我们內心到感觀都可以覺得稱之爲「美」的东西，而不是用令人感到恐怖的东西哗众取宠。”不過这幅畫亦有很多人欣赏，其中包括當時著名的作家、藝術評論家奥古斯特·雅尔，作为激進的反君主制的人，他十分欣赏这幅畫自由主義的政治立場、作为藝術先鋒的地位。而史學家儒勒·米什莱則借这幅畫發揮，對當時社會發出嚴重警告：“我们整个社會每個人都正在这隻美杜莎之筏中。”

## 影响
傑利柯受到米開朗基羅的《最後的審判》的啟發，畫出船上悲痛靈魂。在法國大革命的期間，傑利柯的老師雅克-路易·大衛畫了一幅《馬拉之死》，講述一宗著名的謀殺案。傑利柯受此影響，藉《梅杜薩之筏》來表達對時事之諷刺。
後來，同為大衛學生的德拉克羅瓦受到好友傑利柯影響，畫了著名的《自由引導人民》來紀念法國七月革命。另外，《梅杜薩之筏》在1820年於倫敦展覽時，英國畫家透納曾經觀賞過。其後他創作過很多幅以海洋災難為題的浪漫主義作品，例如《奴隸船》。

## 图片

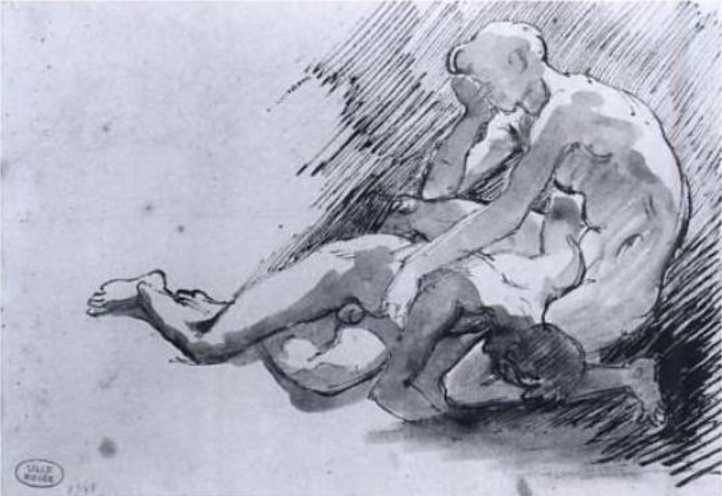
傑利柯研究人物的姿態。
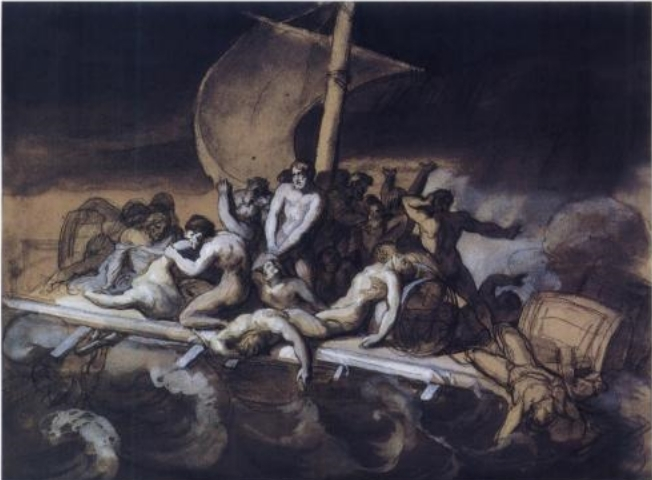
《梅杜薩之筏》早期版本之一（28厘米×38厘米），存放在羅浮宮。
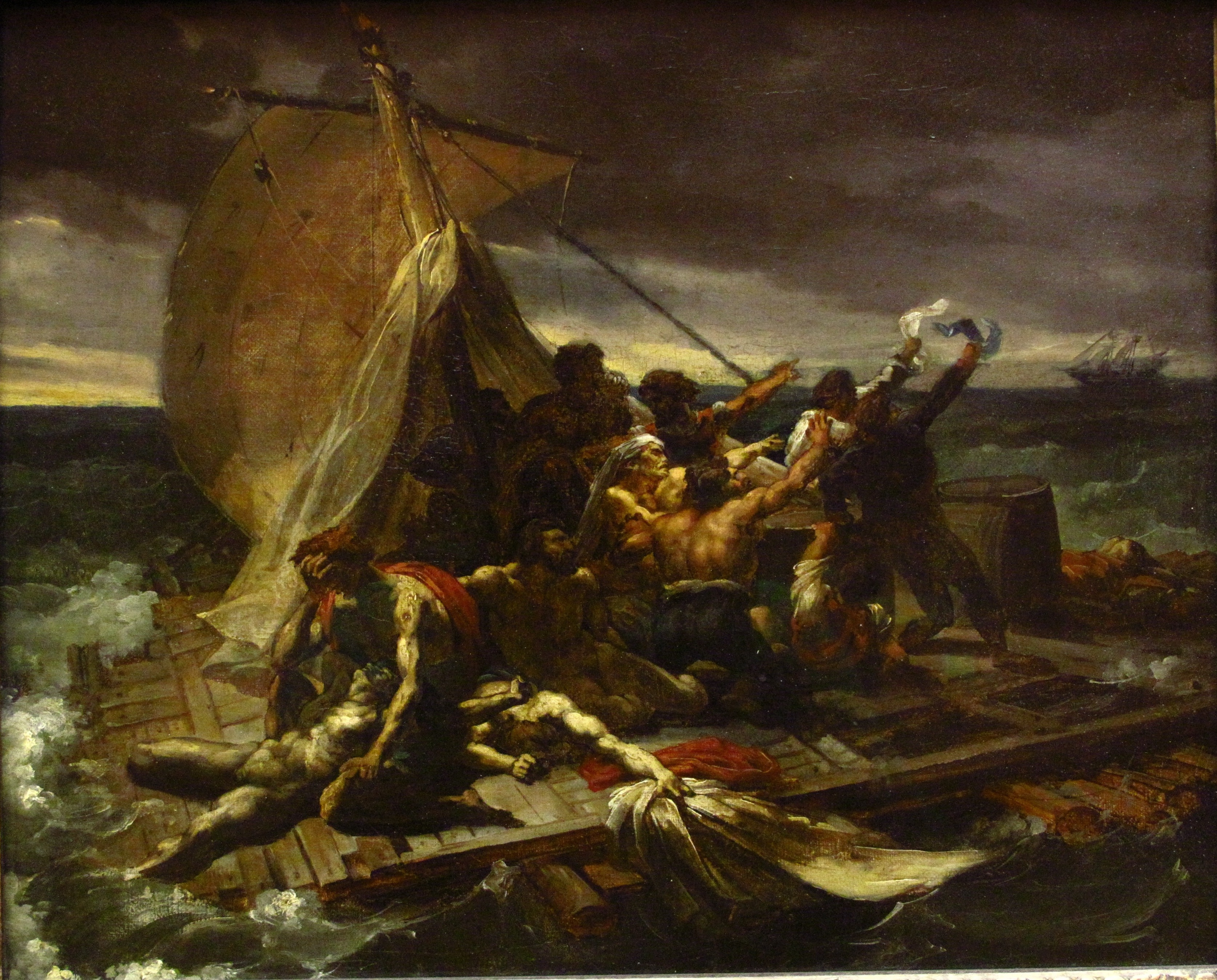
《梅杜薩之筏》早期版本之一（1818–1819, 38厘米×46厘米），存放在羅浮宮。
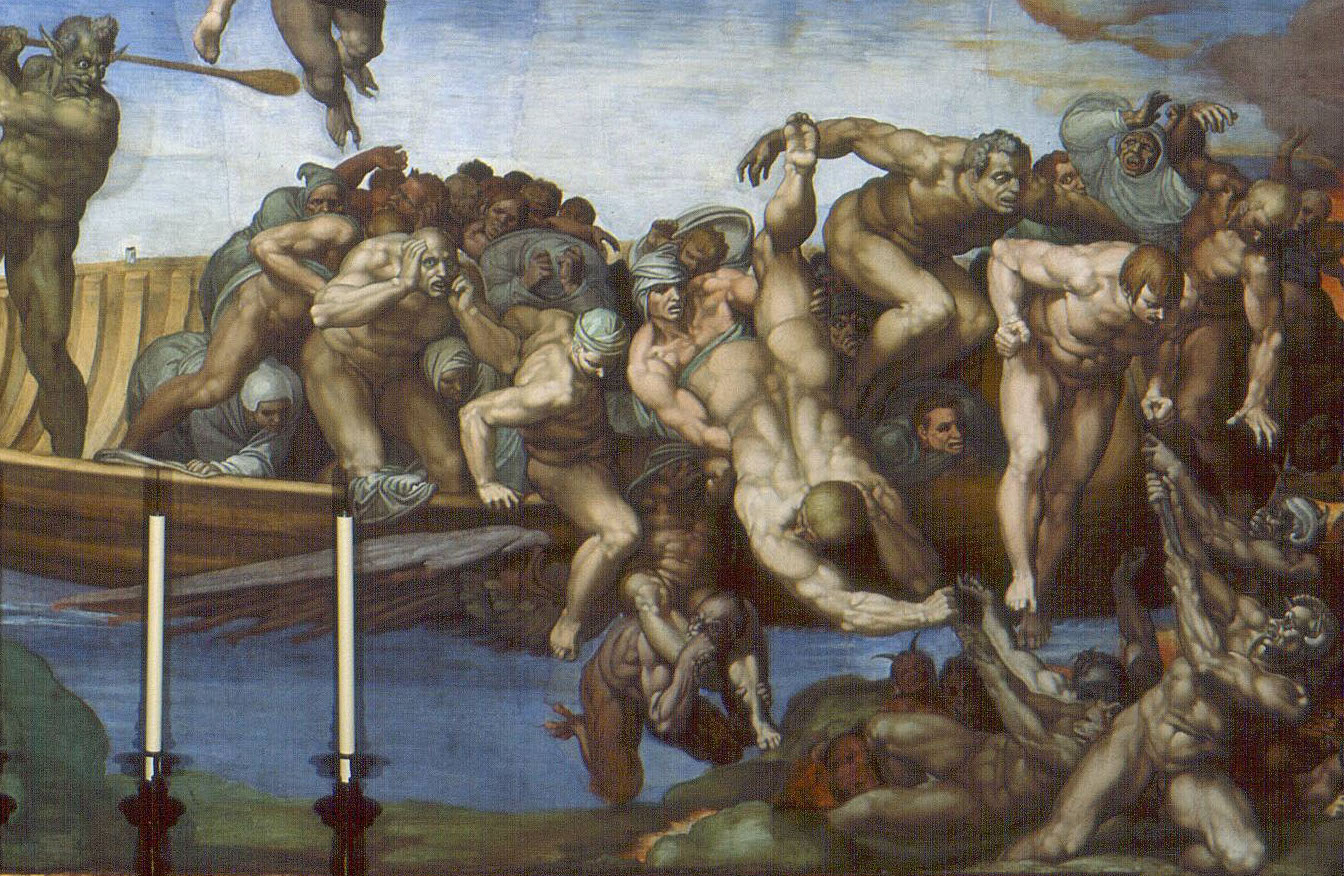
米開朗基羅的《最後的審判》，位處西斯廷禮拜堂。
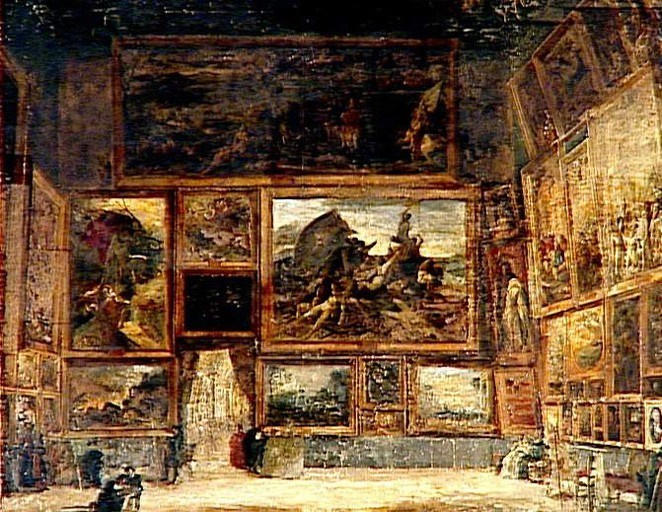
《梅杜薩之筏》放在羅浮宮的情境，與林布蘭、卡拉瓦喬等名家的畫放在一起。
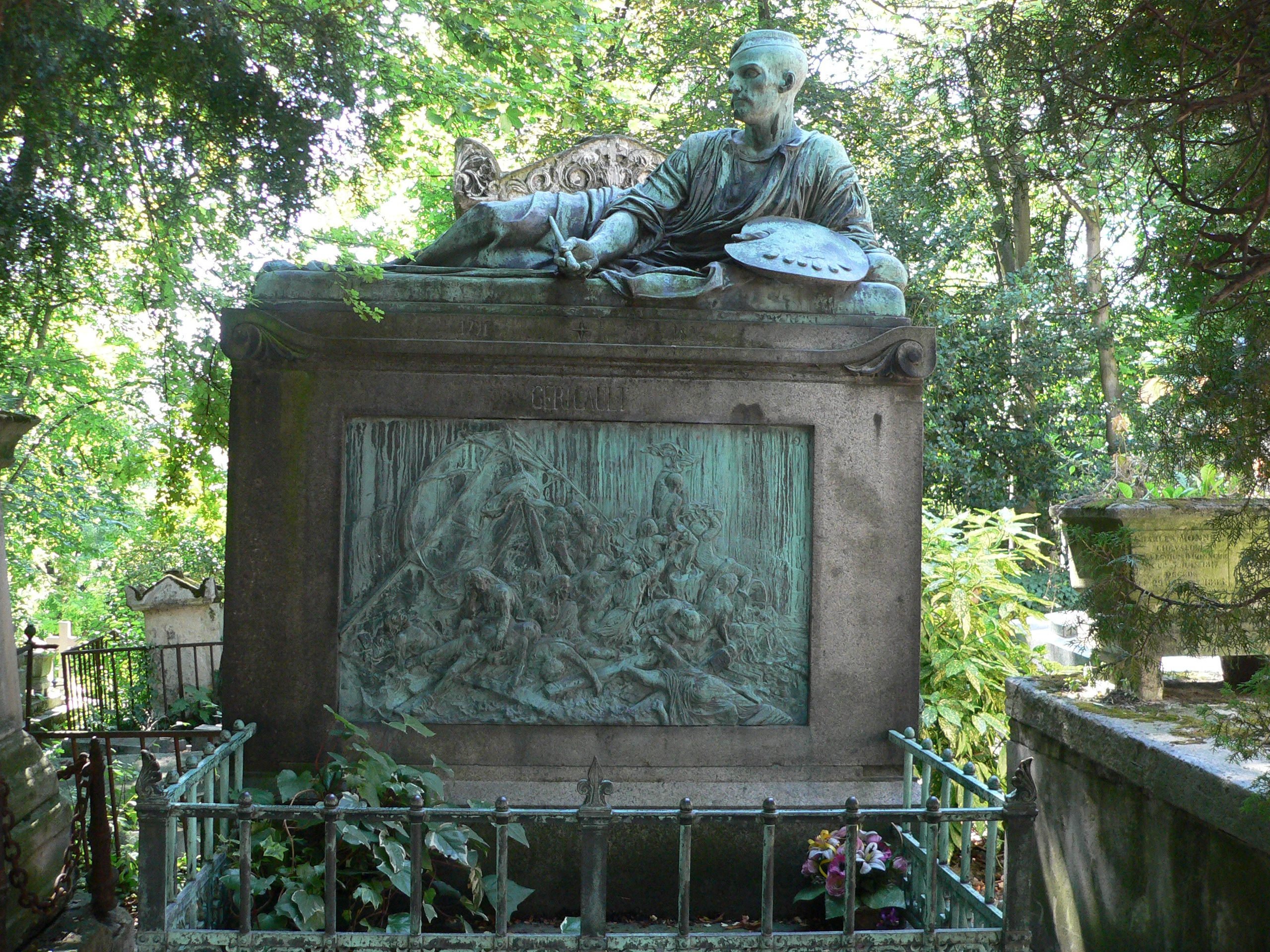
傑利柯墓碑上的《梅杜薩之筏》
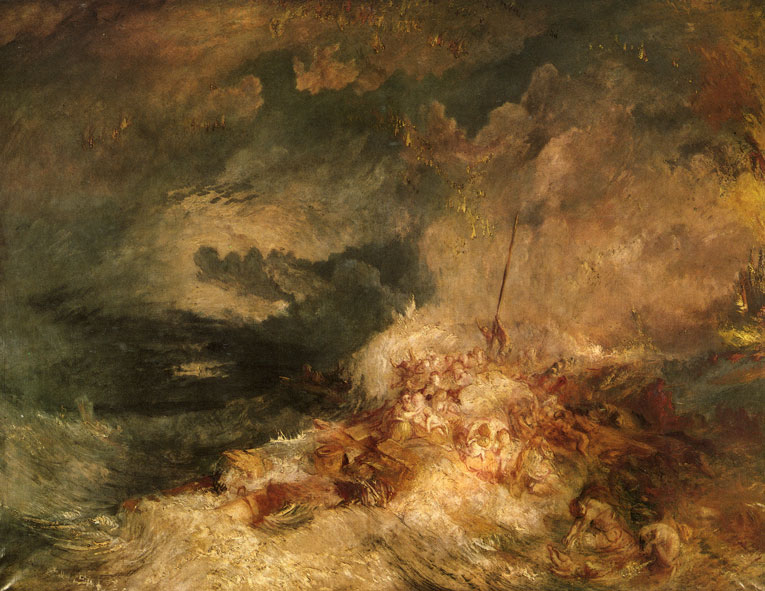
透納以海洋作主題的作品之一。

## 外部連結
- （英文）羅浮宮網頁的官方資料 （页面存档备份，存于）
- （英文）The Roland Collection of Films on Art （页面存档备份，存于）